# 廓爾喀之役
廓爾喀之役，又稱廓藏戰爭，是清乾隆年間由廓爾喀（尼泊爾王國）入侵清朝藩部西藏引發的戰爭。清代文獻稱之為平定廓爾喀，尼泊尔方面称之为尼泊尔-中国战争（尼泊爾語： Nepāl-Chīn Yuddh）。
廓爾喀是18世紀統治尼泊爾的部族，以貿易與邊界糾紛為由，於乾隆五十三年（1788年）侵入西藏聶拉木、濟嚨（在今西藏自治區吉隆縣）等地。清廷隨即調兵進攻。次年（1789年），駐藏大臣及噶廈官員私自與廓爾喀議和，允諾向廓爾喀償銀贖地，並向朝廷謊報失地收復，奏凱班師。乾隆五十五年（1790年），廓爾喀派人入藏討要贖地錢財，噶廈官員不與。次年（1791年）夏，廓爾喀以藏官爽約，再次入侵後藏，攻克聶拉木、濟嚨、定日、日喀則等城，洗劫了班禪額爾德尼駐錫地日喀则札什倫布寺。
乾隆皇帝派两广总督福康安、海蘭察等領兵入藏增援。乾隆五十七年（1792年）五月，清軍收復濟嚨，隨後攻入廓爾喀境內。六七月間，清軍逼近廓爾喀都城陽布（今尼泊爾首都加德滿都），廓爾喀遣使求和，許諾永不侵犯藏境。八月，福康安准許廓爾喀歸降，啟程返回西藏，史稱“平定廓爾喀”。平定廓爾喀是乾隆皇帝“十全武功”中的最後一役。此戰之後，廓爾喀遣使赴北京朝覲，成為中國的屬國。福康安為整飭西藏吏制，奏請頒行《欽定藏內善後章程》，確立了此後一百餘年間西藏的政治、軍事、賦稅等制度，達賴喇嘛與駐藏大臣的職權更加強化。此後五十年間，西藏與周邊邦國相安無事。

## 事件名稱
在清代，平息廓爾喀入侵的兩次戰事被朝廷稱為“平定廓爾喀”。戰爭結束后，皇帝下令將參戰的將軍大臣圖形紫光閣，繪製了一部《平定廓爾喀十五功臣圖贊》。乾隆皇帝親自作序，曰：“今平定廓爾喀之功臣，予親贊者十五，餘命儒臣為贊者十五，以成三十數。”現代中國大陸學者對此戰役並無統一的稱謂，如“第一次/第二次廓爾喀之役”。有同一学者既称之为“廓爾喀之役”，又稱之為“廓爾喀侵藏戰爭”，甚至還有“廓藏戰爭”的（廓藏戰爭在中國大陸史學界一般指咸豐年間廓爾喀入侵西藏之事）。尼泊尔學界稱之為尼泊尔-中国战争（尼泊爾語： Nepāl-Chīn Yuddh）。在西方，有時按照歐洲語言習慣稱之為“廓爾喀戰役”（Gurkhas Campaign/Campaign against Gurkhas），有時稱之為“中國—尼泊爾戰爭”。

## 背景

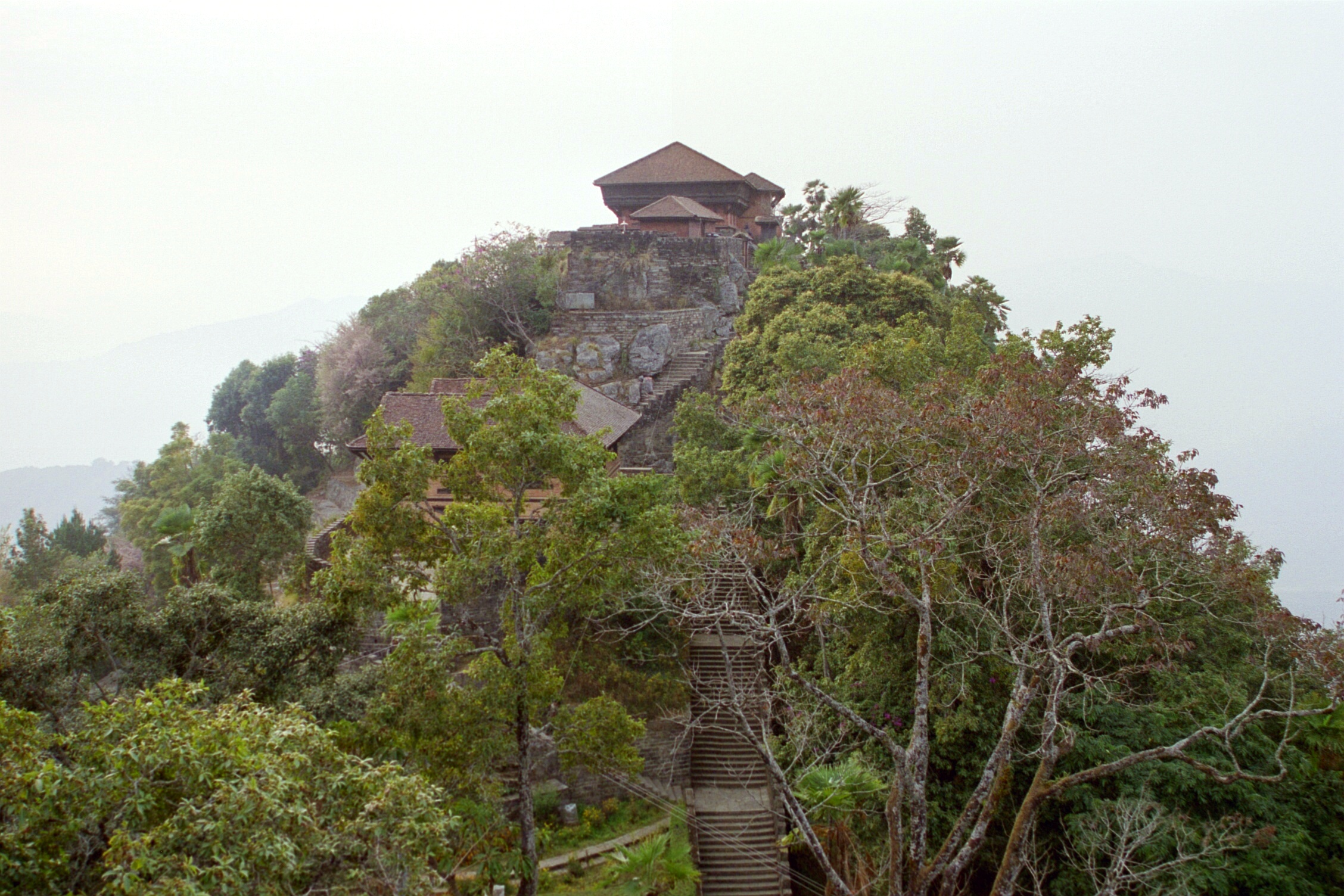
加德滿都的廓爾喀舊王宮

18世紀前期的尼泊爾分為數十個互不統屬的部族。居住在加德滿都谷地的陽布（今加德滿都）、廓庫穆（巴德岡）、葉楞（帕坦）三部落於雍正年間入貢中國，清人依藏語讀音稱之為巴勒布。18世紀後期，居於巴勒布西北的廓爾喀部族興起。廓爾喀人在沙阿王朝的首領普利特維·納拉揚·沙阿統治時期，趁巴勒布內亂，“漸次將巴勒布三部落侵奪，周圍二十餘處部落，全行佔據”。1769年，廓爾喀遷都至原屬巴勒布的陽布，形成了統一的尼泊爾王國（又稱廓爾喀王國）。尼泊爾境內多高山，地狹人稠，“國內之民難於自給，亦必別覓出口”，迫切需要向周邊擴張領土。1777年，年幼的拉納·巴哈都爾·沙阿繼承王位後，其叔巴哈都爾·沙阿攝政，將擴張矛頭指向北方的西藏。

## 起因

### 銀錢與土地之爭
清代西藏所用銀錢，原為藏人將白銀交予巴勒布人，委託其鑄成巴勒布銀幣（藏語稱為“章噶”），再運回藏內使用。巴勒布人往往從中摻雜銅、鉛，鑄成後運回西藏換取純銀，以謀厚利。廓爾喀兼併巴勒布各部之後，鑄造新錢，其成色較巴勒布錢為高，故要求西藏將廓爾喀新錢一圓折巴勒布舊錢二圓使用。但過去西藏與巴勒布貿易付銀幣不計成色，西藏噶廈購買銀幣也是按面值付銀，西藏不願兌換新幣造成損失，未予應允。乾隆五十三年（1788年）五月，廓爾喀致書噶廈，聲稱：
- “藏內所用錢文，皆我巴勒布鎔鑄。此後但用新鑄錢文，舊錢不可使用。”
- 西藏與巴勒布接壤之“聶拉木、濟嚨二處，原係我巴勒布地方，仍應給還。倘有理論，可遣人來講。”[12]

噶廈回覆廓爾喀稱：新鑄之錢數量甚少，不足以流通，仍將新舊銀錢混用；聶拉木、濟嚨二處俱係西藏，並無疑議；現在天氣炎熱，待立冬時再派人前往與之理論。但噶廈未向駐藏大臣稟告此事。加之西藏官商經常對廓爾喀貨物“任意加收稅項”，並向販往廓爾喀的食鹽中摻土，廓爾喀懷怨，決意入侵藏地。
尼泊爾方面的文獻記載則與中國略有不同。尼泊爾聲稱，廓爾喀同西藏發生銀錢糾紛之後，攝政巴哈都爾·沙阿希望同西藏簽訂新的貿易協議，但遭到粗魯拒絕，並警告廓爾喀不要動用武力。廓爾喀第二次派往拉薩的使團又遭到扣留，因此使得巴哈都爾·沙阿非常憤怒，決定入侵西藏。

### 沙瑪爾巴出走
乾隆四十五年（1780年），第六世班禪額爾德尼在北京圓寂。班禪之兄仲巴呼圖克圖護送班禪靈柩返回日喀則札什倫布寺，得到乾隆皇帝賞賜及王公貴族供奉的大量金銀寶物，“無慮數十萬金”，“珍寶不可勝計”。仲巴呼圖克圖有一同母異父之弟，為噶举派（白教）第十世夏玛巴（清代文献作“沙瑪爾巴”），與信奉黃教的仲巴呼圖克圖不睦。仲巴呼圖克圖將皇帝賞賜之財物“悉踞為己有，既不布施各寺，番兵、喇嘛等亦一無所與”。沙瑪爾巴垂涎其財物不得，遂生怨忿，乃以朝拜佛塔為名出走至尼泊爾。廓爾喀王族尊崇佛教，素與沙瑪爾巴通好。沙瑪爾巴極言札什倫布寺所得財物之豐厚，又將藏兵虛實相告，唆使廓爾喀入藏劫掠。

## 廓爾喀第一次入侵

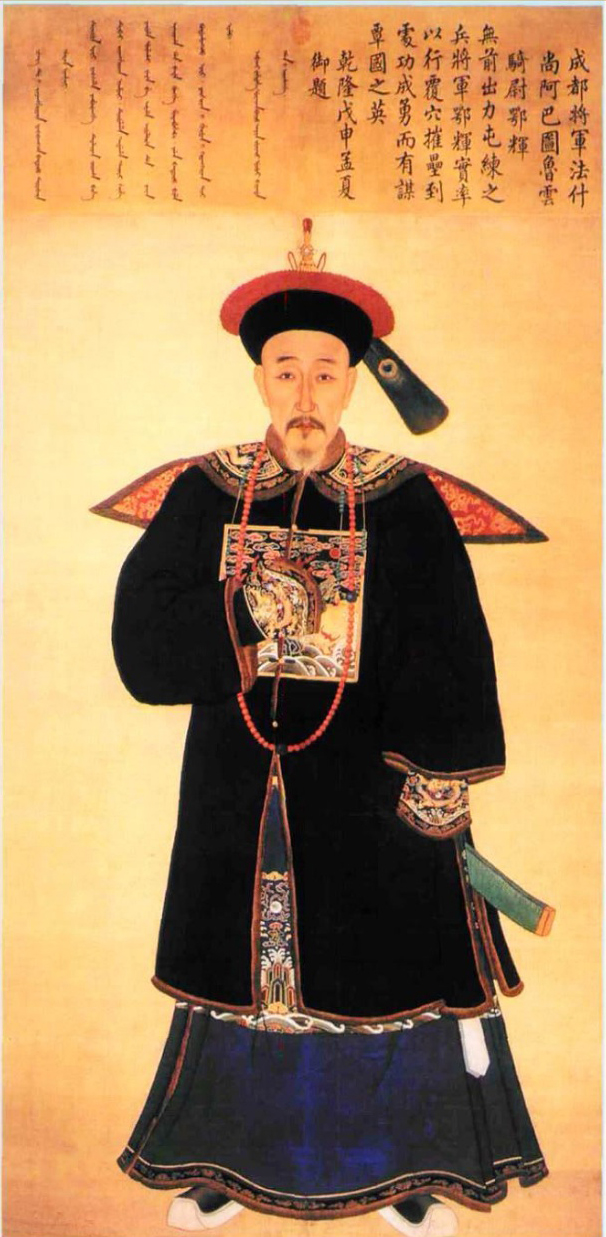
成都將軍鄂輝

乾隆五十三年（1788年）六月，廓爾喀軍隊在達莫達爾·潘德、巴姆·沙阿（Bam Shah）的率領下，突襲聶拉木宗（今西藏日喀則地區聶拉木縣），侵入西藏境內。同時，廓爾喀出兵西北，襲擊了附屬於西藏的作木朗部落（在今尼泊尔久姆拉区）。六月下旬，廓軍攻佔聶拉木宗、濟嚨宗（今吉隆縣吉隆鎮）的宗衙門，隨後北上圍攻宗喀宗（今吉隆縣治所宗嘎鎮）、脅噶爾宗（今定日縣治所協格爾鎮）。第七世班禪同時向清廷求救。由于清朝规定地方官员不能和外国人“勾结”，因此班禅在私下里向占据孟加拉的英国人求助。由于英国当时正与迈索尔开战，因此印度總督康沃利斯侯爵回信表示英國與廓爾喀素無衝突，而出兵耗費龐大，且清帝可能對英國不經邀請就干預感到不悅，僅同意不助廓爾喀。:66
廓爾喀與巴勒布二族語言、風俗並不相同。但直至廓爾喀入侵之初，駐藏大臣慶麟、雅滿泰只知巴勒布，不知有廓爾喀。面對廓軍攻勢，安居日久的噶倫、戴琫（四品武官）等官員“甚無主持，憂形於色”。西藏本地番兵“皆係民夫，平日散居村落，各自耕種，……今驟行徵調，不惟一時不能齊集，即器械亦多欠缺不完，實屬不能得力”。駐藏之綠營、蒙古兵丁又少，難以抵擋訓練有素、裝備精良的廓爾喀軍隊。慶麟、雅滿泰向朝廷告急。七月下旬，乾隆皇帝在承德避暑山莊接到奏報，遂令正前往承德請安的成都將軍鄂輝即刻返回，領兵三千入藏進剿。四川提督成德率川軍先鋒赴藏馳援。八月，廓軍攻下宗喀宗，但在脅噶爾遇到噶倫扎什端珠布的抵抗。九月，乾隆皇帝以通曉藏語的理藩院侍郎巴忠為欽差，授御前侍衛銜，赴藏接管駐藏大臣關防印信，與鄂輝、成德共同商辦藏內事宜。
九月鄂輝、巴忠等人尚未抵藏之時，後藏活佛仲巴呼圖克圖、薩迦呼圖克圖已秘密遣人赴廓爾喀軍營商談，希望儘快了結戰事。廓軍在脅噶爾劫掠後，向後撤兵，相約於十月十八日在聶拉木和談。經扎什端珠布稟告，慶麟、雅滿泰、達賴喇嘛、輔國公班第達均同意講和。九月二十二日，成德抵達拉薩，仍奉皇帝諭旨前往邊界進剿。十月初八，成德率軍進駐日喀則。十三日，乾隆皇帝下詔將慶麟、雅滿泰革職，令成德暫時統領全藏軍隊，待鄂輝、巴忠進藏後一體商辦。十一月初五，鄂輝到達拉薩，同日，成德進抵脅噶爾。廓軍見清兵大舉入藏，態度有所改變，聲言“聶拉木等處是其搶得，現雖投順天朝，仍需藏裏多用銀兩取贖，方肯退還”。
乾隆五十四年（1789年）初，在第八世達賴喇嘛之叔父阿古拉的主持下，西藏與廓爾喀在基魯（Khiru）會談。西藏代表為噶倫丹津班珠爾、扎什端珠布、第七世班禪之父巴勒丹敦珠布、濟仲喇嘛羅布藏卓呢爾、喇嘛敦珠布彭楚克、薩迦寺索諾伊錫等人，廓爾喀方面代表為巴姆·沙阿（Bam Shah）、哈里哈爾·烏帕迪亞（Harihar Upadhya）等人以及沙瑪爾巴。廓爾喀方面提出：西藏向廓方賠償戰爭經費、並割讓喜馬拉雅山山脈以南的全部領土，否則必須每年賠款十萬盧比。經西藏方面交涉，西藏許諾向廓爾喀償銀贖地，議定西藏每年向廓爾喀償付元寶三百個，折銀一萬五千兩（相當於五萬盧比），給付三年後再行商議。旋即廓爾喀軍隊撤軍歸國。
丹津班珠爾向扎什倫布寺、薩迦寺及商民借足元寶三百個交清。欽差大臣巴忠入藏後，見藏、廓官員已私下講和，急於交差了事，向朝廷謊報清軍“已將聶拉木、宗喀、濟嚨等地方次第收復”。廓爾喀在得到噶廈所立字據後，也撤兵返回。

## 短暫的和平時期
廓爾喀退兵後，清廷不得不撤換一批擅權、失職的西藏官員。駐藏辦事大臣舒濂包庇聚斂舞弊的達賴喇嘛之兄羅布藏多吉、同母弟羅布藏根敦扎克巴，與幫辦大臣普福互相參奏。乾隆五十五年（1790年）四月，成都將軍鄂輝奉旨入藏查辦。五月，皇帝將舒濂革職，以普福為辦事大臣，雅滿泰為幫辦大臣。七月，又將普福革職，降為三等侍衛，命保泰入藏接替駐普福之職。八月，命舒濂解送達賴喇嘛之兄弟來京。同時，令西藏的攝政活佛濟嚨呼圖克圖來京，遣噶勒丹錫哷圖呼圖克圖阿旺楚爾提木入藏主政。雅滿泰、保泰分別與當年十月二十日、十一月二十九日抵達拉薩上任。
五十五年（1790年）十月，廓爾喀遣大頭目一人、小頭目二人來到拉薩，依照上年約定索要贖地銀兩。噶勒丹錫哷圖呼圖克圖拒絕給付。達賴喇嘛還派敦珠布彭楚克、博爾東到邊境上放言，廓爾喀既已成為大清屬國，則不應照前約索要贖地銀兩。廓使又請朝廷賞給廓爾喀王拉纳·巴哈都尔·沙阿俸祿及土地，也被駐藏大臣普福回絕。廓使一事無成，只得返回。達賴喇嘛則派堪布托格穆特、商卓特巴吉彌敦第、仔琫第卜巴赴廓爾喀商談，打算付給廓爾喀一百五十個元寶，同時將原訂合約撤回，永絕瓜葛。廓方以托格穆特地位不高，指名要求達賴喇嘛叔父阿古拉與噶倫丹津班珠爾來邊境商談。此時阿古拉已去世，不久托格穆特也在廓爾喀病逝。
西藏政府的一系列舉措，令廓爾喀攝政王巴哈都爾·沙阿非常憤怒。巴哈都爾·沙阿感到進退兩難，若發動戰爭，則必然要投入大量經費、部隊和武器，因為清廷方面顯然已經對廓爾喀有所戒備；若放棄戰爭，則之前盟約的被撕毀令他非常不甘。最終他聲稱要懲治西藏的背盟，仍然決定再次入侵西藏。

## 廓爾喀第二次入侵

### 衝堆遇襲
乾隆五十六年（1791年），噶勒丹錫哷圖呼圖克圖圓寂，八世達賴喇嘛再度執政。五月，達賴喇嘛令丹津班珠爾赴邊界與廓爾喀密談撤約事宜。五月十一日，丹津班珠爾、扎什端珠布、札薩克喇嘛格桑定結自拉薩啟程前往聶拉木，向駐藏大臣稟稱檢閱軍隊、修葺廟宇，實則繼續與廓方商談贖銀撤約之事。丹津班珠爾等認為此前帶去的元寶只及半數，難以撤回合同，於是又攜一百五十個元寶前往。一路上，扎什倫布寺、薩迦寺喇嘛及駐守聶拉木之戴琫江結也加入談判使團。六月上旬，丹津班珠爾抵達聶拉木之衝堆（今聶拉木鎮充堆），格桑定結與扎、薩二寺喇嘛則受沙瑪爾巴之邀來到扎木（今聶拉木縣樟木鎮）。
六月二十二日（西曆7月22日），丹津班珠爾、扎什端珠布、江結在衝堆遭到廓爾喀兵突襲，被俘後押往廓爾喀都城陽布。格桑定結、扎、薩二寺喇嘛、聶拉木教習軍官王剛、馮大成等人也同時被拘押。七月，廓爾喀軍隊再次侵入聶拉木和濟嚨。廓軍兵分兩路，一路由噶箕達莫達爾·潘德率領，自濟嚨進攻宗喀；一路由噶箕阿比曼·辛格率领，从聶拉木進攻定日（在今定日縣西）；另有一路繞過定日，經薩迦直趨日喀則。

### 廓軍洗劫札什倫布寺
八月三日，廓軍攻佔定日、濟嚨。八月十六日，廓軍攻陷薩迦，同日，保泰送年僅十歲的七世班禪額爾德尼前往拉薩，命仲巴呼圖克圖留守札什倫布寺。札什倫布寺濟仲喇嘛羅布藏丹巴與群僧占卜，得到「不可與賊作戰」的神示。仲巴呼圖克圖遂遣人赴廓營求和。然而該使者半路逃走，於是寺內外喇嘛三千餘人紛紛潰散。仲巴呼圖克圖也攜金銀及班禪所餘貴重物件，裝為二百三十三捆，先行逃出。二十一日，廓軍隊長（Captain）巴姆·沙阿攻入札什倫布寺，寺內僅餘九人。巴姆·沙阿即入住班禪額爾德尼禪房內，大小頭目分據各處，將金銀佛像、供器、貯藏及靈塔鑲嵌之珍珠珊瑚寶石等物盡行掠去。冊封六世班禪的金冊也被盜走。九月初，廓軍進攻日喀則宗城，都司徐南鵬率八十人堅守，擊斃廓軍十餘人、頭目一人。圍攻八晝夜後，廓軍仍不能破城，遂攜所略財寶退往邊境。

### 福康安入藏征討
乾隆皇帝判定廓爾喀此次犯邊，志在劫掠後藏財物；此時冬雪迫近，廓軍必不能進兵前藏。一俟朝廷調集大軍進討，廓軍便可從容遁去。因此，乾隆皇帝決定大舉出兵，待來年春雪消融後攻入廓爾喀腹地，令其徹底臣服，不敢復萌故志。因鄂輝等人資望尚淺，九月二十五日，皇帝召平定臺灣林爽文之亂的兩廣總督福康安來京。十月，福康安抵京，授將軍銜，督辦西藏軍事。以平臺之役中福康安的副手海蘭察、臺斐英阿等為參贊大臣，率黑龍江索倫、達呼爾兵丁千名，由青海入藏征討廓爾喀。十二月，成德在聶拉木拍甲嶺一役戰勝廓軍。同时四川提督兼署成都将军观成带川军入藏，上命观成办理廓尔喀军务。
福安康抵达西藏之后，就传檄廓尔喀周边的哲孟雄、宗木、不丹、作木郎部、以及英国占领下的孟加拉参与围攻，然而由于檄文使用满语书写，英国方面直到战争形势逆转之后才经由达赖喇嘛得知内容。:66-67

#### 收復擦木、濟嚨

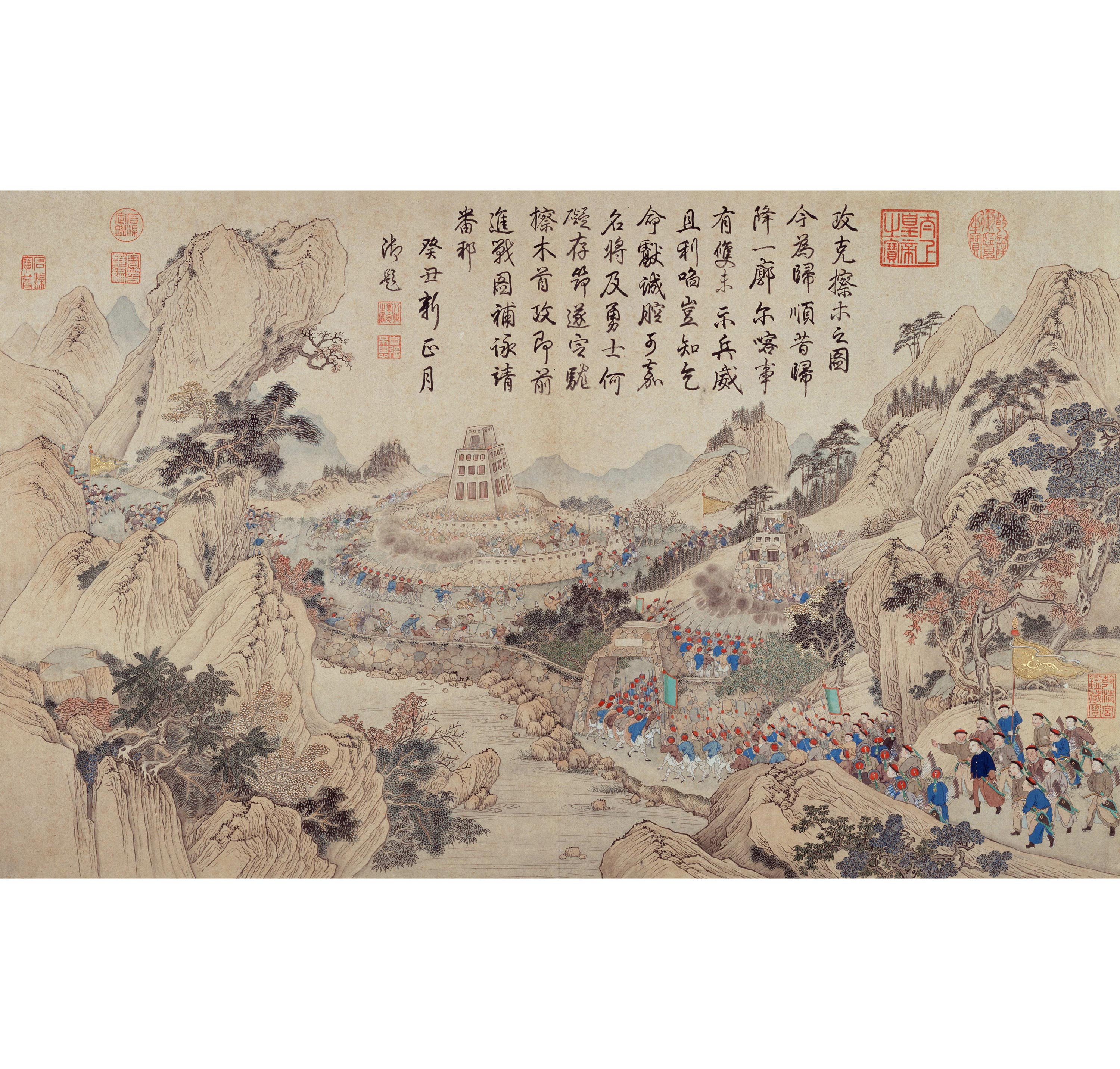
攻克擦木之圖

乾隆五十七年（1792年）正月，成德收復聶拉木東官寨，陣斬廓軍將領呢瑪叭噶嘶、踏巴。二月，川軍攻克聶拉木的廓軍西北碉寨，俘獲巴姆·沙阿之侄咱瑪達阿爾曾薩野，聶拉木全境收復。二月八日至十日，四川總督惠齡、參贊大臣海蘭察陸續抵達拉薩。十七日，福康安等領兵一千餘人由拉薩啟程，經朗噶（今浪卡子縣）、江孜，二十七日抵達日喀則，查看札什倫布寺劫餘情形。三月十五日，乾隆皇帝加升福康安為大將軍，令各軍皆受其節制。閏四月十八日，福康安、海蘭察、惠齡由日喀則馳往江孜督運軍糧。二十七日抵達定日之第哩朗古，與成德會合。福康安、海蘭察等分頭察看聶拉木、絨轄等地後，率主力前往宗喀，決定由濟嚨向南攻入廓爾喀。

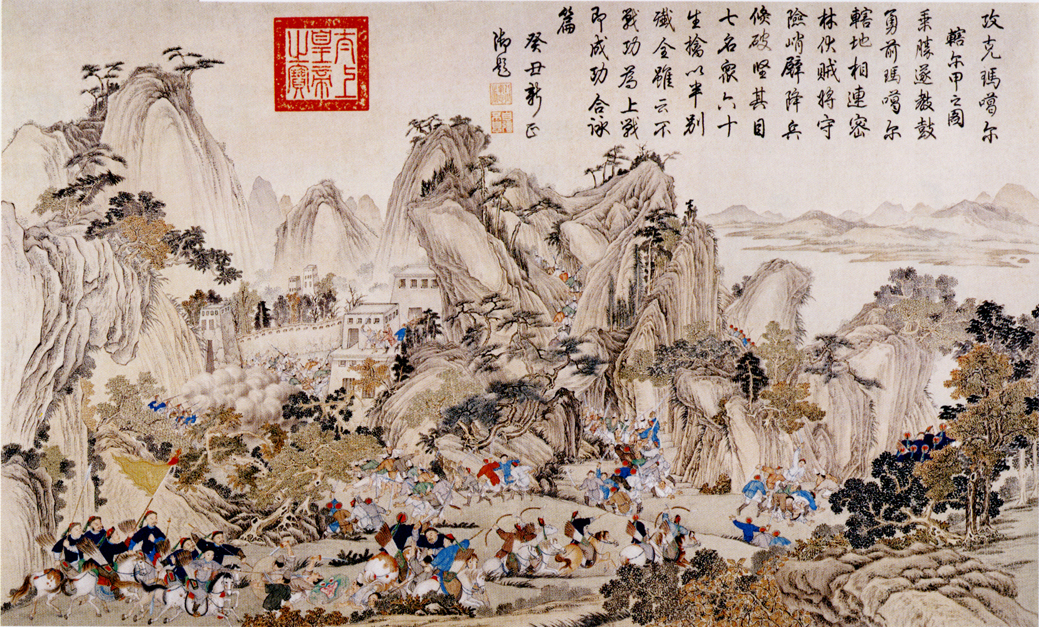
攻克瑪噶爾轄爾甲之圖

五月六日，福康安、海蘭察領兵行至宗喀以南的轄布基，進攻擦木山隘（在今吉隆縣宗喀鎮南加木村）。是日夜，清軍乘雨分兵五路，海蘭察居中，哲森保等由東西兩山夾擊廓軍營寨，莫爾根保繞到營後偷襲。初七日黎明之時，清兵攻克擦木山梁上的兩座廓軍石碉樓，斬殺二百餘人。初八日，清軍進至瑪噶爾轄爾甲（今吉隆镇西北玛嘎村），擊潰由濟嚨前來迎戰的廓軍。初十日，清兵攻克濟嚨，斬殺六百四十餘人，俘虜二百餘人。至此西藏全境收復。

### 進兵廓爾喀

#### 熱索橋之戰

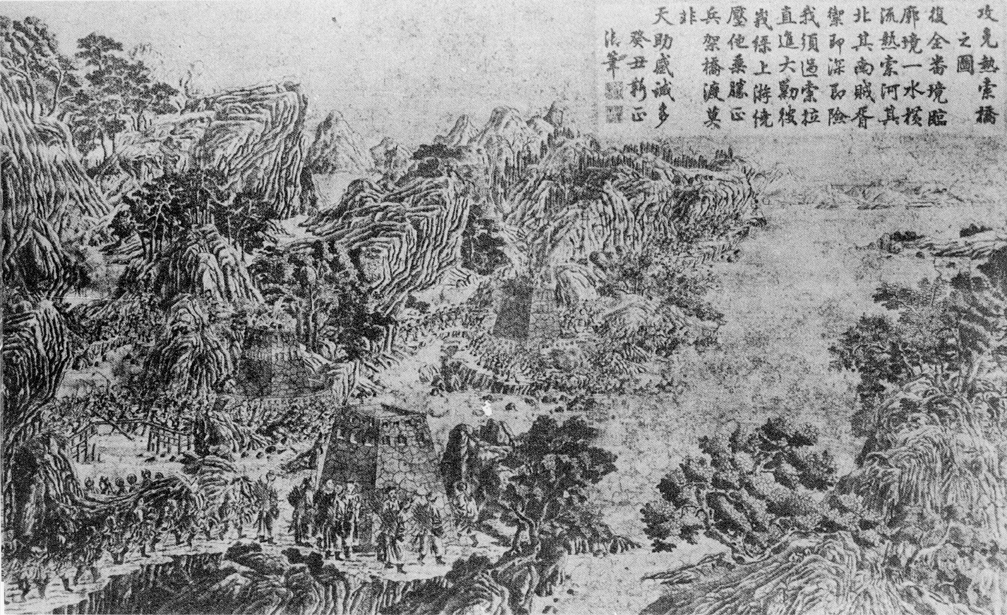
攻克熱索橋之圖

五月十三日（西曆1792年7月1日），福康安、海蘭察率軍由濟嚨啟程，沿吉隆河東岸南下。十四日，清軍過藏廓邊界之擺嗎奈撒，進入廓爾喀境內之熱索瓦（Rasuwa），與廓軍隔熱索河對峙。熱索河為吉隆河支流，其上有木板浮橋，即熱索橋。廓兵在熱索河北岸索喇拉山上築碉樓一座，南岸臨河有碉樓兩座，並將熱索橋木板撤去，憑河據守。十五日，清兵佯攻河北岸的廓軍碉樓；另遣金川藏兵翻越兩座高山，繞道至熱索河上游六七里處，伐木做筏，渡河後沿南岸疾行，突襲臨河碉房。南岸廓兵出卡抵禦之際，北岸的清兵主力搭橋渡河，一舉奪取三座石碉，是為熱索橋之戰。

#### 協布嚕、東覺山之戰
歷協布嚕（Syapru)、東覺山（Dhunche）諸戰役，清軍逼近廓爾喀都城陽布。得知清军将至首都的时候，廓爾喀王拉纳·巴哈都尔·沙阿逃往臨近英屬印度的邊境。留守陽布的王叔巴哈都尔·沙阿召見被扣押的丹津班珠爾，請求其轉告福康安，廓爾喀侵犯藏境全因沙瑪爾巴唆使，並保證歸還扎什倫布寺財物，賠償在衝都被襲的官兵命價。此外，巴哈都尔·沙阿向英屬印度殖民政府求助，希望得到武器彈藥的支持。印度總督康沃利斯侯爵考虑到若公开支持廓尔喀，势必会使英国人在广州的贸易受到影响，因此拒绝了这个要求。但后来康沃利斯又发现這是控制廓爾喀地區商業貿易的絕佳時機，便派海德拉巴邦的執政者詹姆斯·阿基琉斯·克爾帕特里克率英國使團前往廓爾喀。

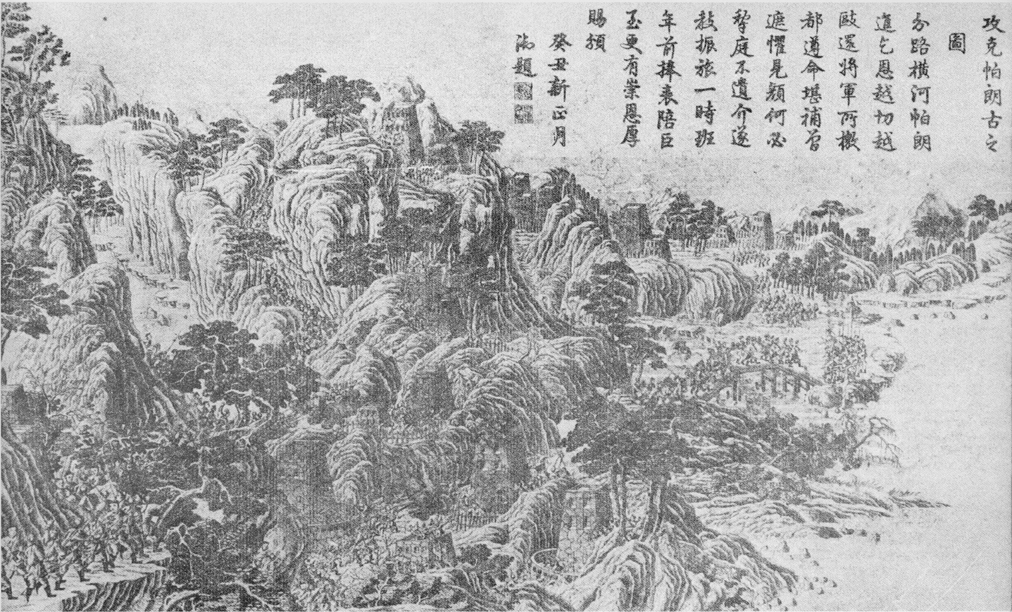
帕朗古之戰

六月二十五日，廓爾喀頭人噶布黨普都爾幫里（Captain Bhotu Pande）、噶箕朗穆几爾幫里（Kazi Ranjit Pande）、達薩爾（Taksari，官職名，掌管鑄錢）乃爾興（Narasinha）、小頭目巴拉巴都爾哈瓦斯四人及隨從二十餘人，來到雍鴉大營，將去年在衝堆被擄走的丹津班珠爾、扎什端珠布、藏軍營官聶堆、盧獻麟、馮大成等人送還。福康安面諭廓爾喀頭人，令其遵辦五條事宜，方准其投降：
- 廓兵須退出噶勒拉、堆補木、甲爾古拉、集木集等處山梁；
- 廓爾喀王拉納·巴哈都爾·沙阿、王叔巴哈都爾·沙阿親自前來；
- 將沙瑪爾巴屍骨及其徒弟交出；
- 所掠之扎什倫布寺財寶全行歸還；
- 交出乾隆五十四年與丹津班珠爾私訂之合同，不得再提西藏交付贖銀之事。

清兵將廓使送還七天後，並無回音。廓軍仍佔據諸處山梁。七月二日，清軍進攻噶勒拉、堆補木。在進攻甲爾古拉山時，廓爾喀軍隊誘清軍進入叢林，隨後三面放火燒林。，臺斐英阿、阿滿泰、莫爾根保、英貴、張佔魁等人戰死 清軍在甲爾古拉山擊退廓爾喀數次進攻 ，是為帕朗古（Phalangu Khola, Falakhu river）之戰。

### 廓爾喀歸降
乾隆五十七年八月八日（西曆1792年9月23日），廓爾喀管事頭人噶箕第烏達特塔巴來到清軍大營，請求歸誠，並代廓王、王叔進京朝覲。十九日，福康安准其歸降。二十一日，清軍開始從帕朗古撤回。九月四日，清兵全部撤回濟嚨。

## 善後

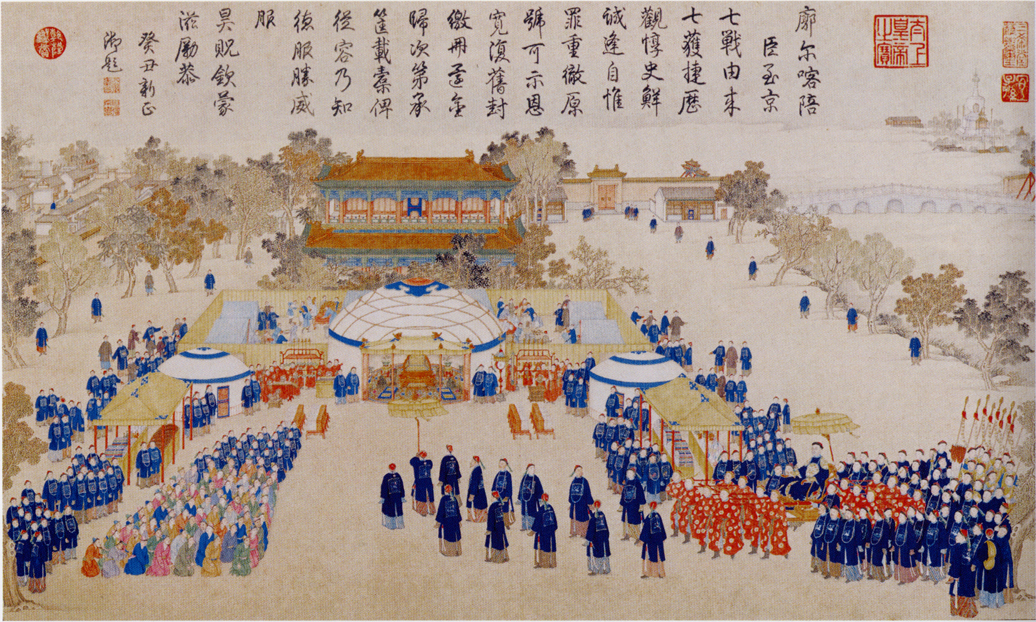
廓爾喀使臣入京朝覲乾隆皇帝

清兵撤退的同時，福康安派穆克登阿勘察西藏、廓爾喀邊界。十月十五日，福康安來到拉薩，達賴喇嘛率僧俗官員出迎。福康安在拉薩停留了四個多月，與惠齡、孫士毅、和琳擬定了《藏內善後章程》。十二月二十三日，廓爾喀貢使抵達京師，並謁見和珅。次日，貢使覲見乾隆皇帝。二十七日，皇帝准許恢復拉納·巴哈都爾·沙阿的王爵、巴哈都爾·沙阿的公爵名號。白教活佛夏瑪巴欽定不准轉世，弟子一律改宗黄教。
經過了這場戰爭，廓爾喀的勢力受到削弱。之前被其所滅的錫金也得以復國，不过其原有领土仍有一部分被廓尔喀占据。
在廓尔喀与清朝议和之后，由克爾帕特里克率领的英国使团才到达廓尔喀，希望同廓尔喀就武器之事进行会谈。巴哈都尔·沙阿拒绝了英国人的建议，将这个使团礼送出境。
雖然和約已經達成，但西藏政府對廓爾喀依然非常戒備。八世達賴喇嘛希望聯合廓爾喀的鄰國來與之對抗，曾派遣一個代表團去印度的加爾各答，希望與不列顛東印度公司合作，來牽制廓爾喀。

### 平定廓爾喀功臣

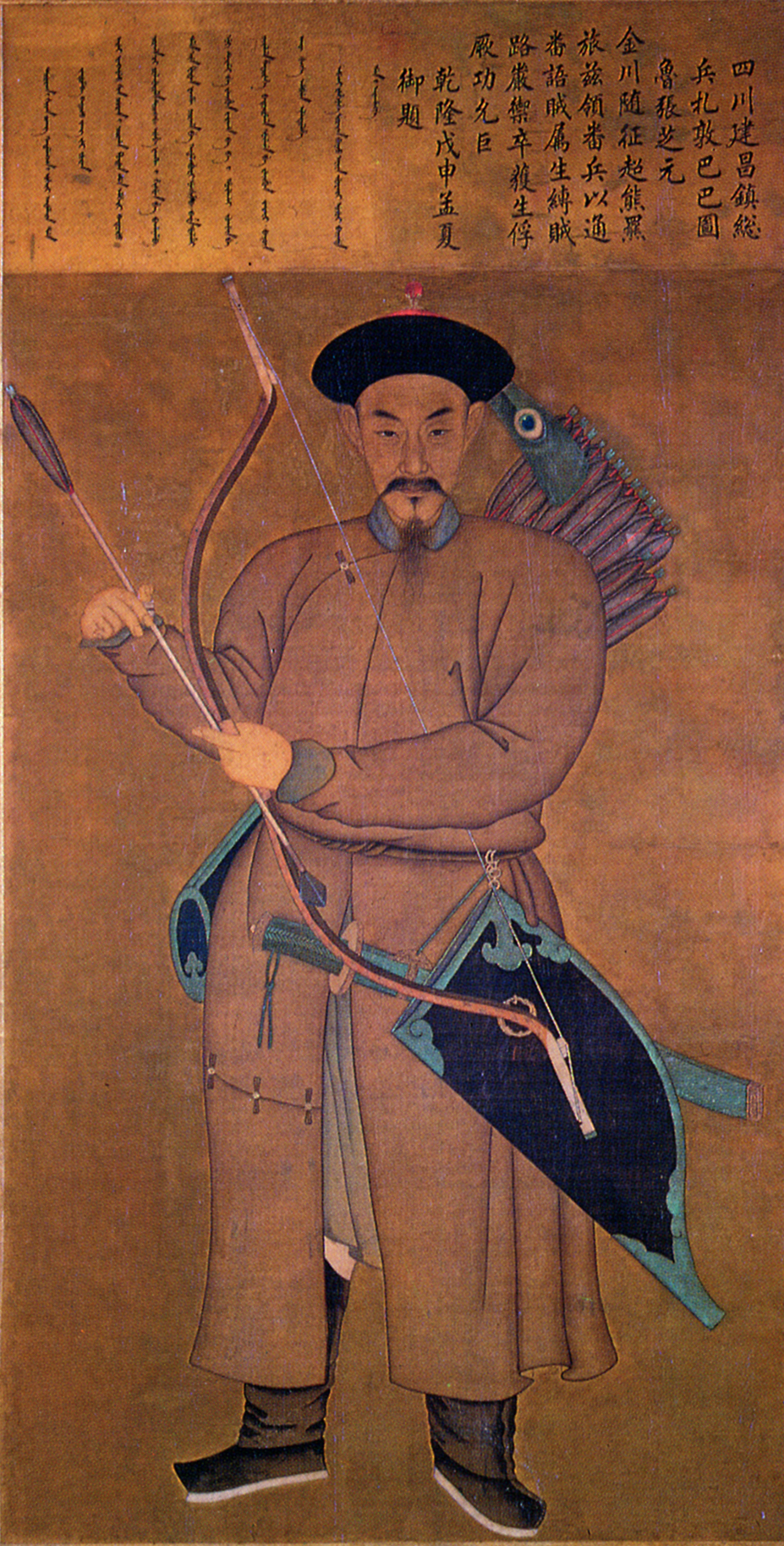
松潘鎮總兵張芝元

平定廓爾喀十五功臣
1. 大學士一等忠銳嘉勇公兩廣總督 福康安
2. 大學士 阿桂
3. 大學士 和珅
4. 大學士兵部尚書 王傑
5. 四川總督 孫士毅
6. 參贊大臣 海蘭察
7. 戶部尚書 福長安
8. 戶部尚書 董誥
9. 兵部尚書 慶桂
10. 工部尚書 和琳
11. 四川總督 惠齡
12. 都統銜護軍統領 臺婓英阿（陣亡）
13. 護軍統領 額勒登保
14. 副都統 阿滿泰（陣亡）
15. 副都統銜駐藏幫辦大臣 成德

平定廓爾喀後十五功臣
1. 四川提督 彭承堯
2. 副都統 岱森保
3. 副都統 烏什哈達
4. 副都統 德楞泰
5. 副都統 珠爾杭阿
6. 副都統 翁果爾海
7. 副都統銜法福禮巴圖魯 哲森保
8. 副都統銜能登額巴圖魯 阿穆爾塔
9. 副都統銜四川土守備 木塔爾
10. 四川重慶鎮總兵 袁國璜
11. 四川建昌鎮總兵 穆克登阿
12. 四川松潘鎮總兵 張芝元
13. 副將銜四川土都司 木泰爾
14. 二等侍衛 莫爾根保
15. 甘肅副將 達音泰

## 官方评价
清朝方面，把这次战争列为“十全武功”之一。清兵自廓尔喀凯旋之际，乾隆帝回忆即位后在边疆地区的大型战争，因作《十全记》以纪其事：“十功者，平准噶尔为二，定回部为一，扫金川为二，靖台湾为一，降缅甸、安南各一，即今二次受廓尔喀降，合为十”。乾隆帝因此自称“十全老人”。中国学者将这场战争定性为廓尔喀对西藏的侵略战争，由廓尔喀率先挑起。
尼泊尔方面，则认为廓尔喀兵在这场战争中作战英勇，但是由于清军在人数上的压倒性优势，使廓尔喀被迫议和。尼泊尔人认为摄政王巴哈都尔·沙阿是一位伟大的军人和征服者，尼泊尔能够困扰像中国这样的大帝国，挫败像英国这样的强国，以及把小小的尼泊尔变为大尼泊尔，全归功于巴哈都尔·沙阿的智慧、果敢和远见。尼泊尔学者承认这场战争是尼泊尔主动发动的。但将第一次战争的起因归咎于西藏噶廈对尼泊尔使者的态度粗暴恶劣，第二次战争的起因则归咎于西藏噶廈的背约。不过，尼泊尔学者承认这是一场侵略战争，廓尔喀军队曾对西藏的进行烧杀劫掠。

### 引用
1. ↑  . Official website of Nepal Army.   [2019-04-15]. （原始内容存档于2017-12-28）.
2. 1 2 3 4 5  《西藏通史》，373~376页
3. 1 2  《清史稿》屬國傳四廓爾喀
4. 1 2  戴逸，《一场未经交锋的战争──乾隆朝第一次廓尔喀之役 的存檔，存档日期2016-03-04.》
5. 1 2  邓锐龄《乾隆朝第二次廓尔喀之役（1791-1792） 的存檔，存档日期2016-03-05.》
6. 1 2  邓锐龄《第一次廓藏战争(1788-1789)中的议和潜流 的存檔，存档日期2016-03-04.》
7. 1 2  高宗純皇帝御製《平定廓爾喀十五功臣圖贊序》，收錄於《欽定廓爾喀紀略》卷首天章四
8. 1 2  Regmi, Mahesh C. (ed.). (1970). An official Nepali account of the Nepal-China War, Regmi Research Series, Year 2, No. 8, 1970. pp. 177–188.
9. ↑  邓锐龄《清乾隆朝第二次廓尔喀侵藏战争(1791—1792)史上的几个问题 （页面存档备份，存于）》
10. ↑  （简体中文）（美國）歐立德（Mark C. Elliott）.  [《乾隆帝》]. 青石譯. 社會科學文獻出版社. 2014. ISBN 978-7-5097-5690-4.，126、248、249頁。
11. ↑   . 维基文库 （中文）.
12. 1 2 3 4  《巴勒布紀略》卷一
13. ↑  柏尔著，宫廷璋译，Tibet: Past and Present [《西藏之过去与现在》]，150页。
14. ↑  . 民族文化宫. 2016-08-10  [2024-09-09]. （原始内容存档于2024-12-02）.
15. ↑  《宮中檔乾隆朝奏摺》，乾隆五十四年五月二十六日鄂輝、成德、巴忠奏
16. ↑  《新編尼泊爾史》，160~161頁
17. 1 2  《清史稿》藩部傳八
18. ↑  Sanjay Upadhya. . Routledge. 2012-02-27: 22  [2018-07-25]. ISBN 978-1-136-33550-1. （原始内容存档于2022-06-11）.
19. 1 2  马廉颇. . 北京: 人民出版社. 2003.
20. ↑  戴逸，《一场未经交锋的战争——乾隆朝第一次廓尔喀之役》
21. ↑  鄧銳齡，《第一次廓藏戰爭（1788-1789）中的議和潛流》
22. ↑  《廓爾喀紀略》卷十八
23. ↑  《新編尼泊爾史》，pp. 162–163.
24. ↑  《廓爾喀紀略》卷四十三
25. ↑  《廓爾喀紀略》卷三十八
26. ↑  丹津班珠爾，《多仁班智達傳》
27. 1 2 3  《新編尼泊爾史》，164頁
28. ↑  《廓爾喀紀略》卷十六
29. ↑  《廓爾喀紀略》卷二十
30. ↑  《廓爾喀紀略》卷十四
31. ↑  《廓爾喀紀略》卷四十一
32. ↑  《衛藏通志》卷六引《札什倫布營官寨關帝廟碑》
33. ↑  《廓爾喀紀略》卷三十四
34. ↑  D. R. Regmi, Morden Nepal, p.447.
35. 1 2 3  《新编尼泊尔史》，150~152页
36. ↑  《新编尼泊尔史》，160~164页